# Eocypselus
Eocypselus is een geslacht van uitgestorven gierzwaluwachtigen uit het Vroeg-Eoceen van Noord-Amerika. 

## Fossiele vondsten
Eocypselus is bekend van een compleet skelet met veren uit de Fossil Butte Member van de Green River-formatie van circa 51,6 miljoen jaar oud. 

## Kenmerken
Eocypselus is erg klein met een lengte van 13 centimeter van kop tot staart, iets kleiner dan de hedendaagse schoorsteengierzwaluw. De korte ronde bek is vergelijkbaar met die van gierzwaluwen en past bij een insectivore leefwijze. De anatomie van de vleugels is een tussenvorm tussen de korte vleugels van kolibries en de sterk verlengde vleugels van gierzwaluwen.

## Verwantschap
Eocypselus is de oudst bekendste gierzwaluwachtige en het wordt beschouwd als het zustertaxon van alle andere Apodiformes. 